# Гордън Купър
Лерой Гордън Купър (на английски: Leroy Gordon Cooper) e бивш американски астронавт, летял в космоса 2 пъти.

## Биография
Гордън Купър е роден на 6 март 1927 г. в Шоуни (Shawnee), щата Оклахома, САЩ.
След завършване на училище през 1945 г. постъпва в корпуса на морската пехота на САЩ. Не успява да вземе участие в сраженията в Тихия океан, защото междувремнно Втората световна война завършва.
През 1946 г. Купър напуска службата в морската пехота и отива на Хавайските острови, където живеели неговите родители. Тогава постъпва в Хавайския университет.
На 29 август 1947 г. Купър се жени за Труди Олсон (Trudy B. Olson). По-късно се развежда, а на 6 май 1972 г. се жени отново за Сюзан Тейлър (Suzan Taylor).
През 1949 г. постъпва на служба във ВВС на САЩ. От 1950 до 1954 г. Купър служи като пилот в Германия.
През 1954 г. се завръща в САЩ и продължава обучението си в Технологичния институт на ВВС (Air Force Institute of Technology) в щата Охайо. След завършването му служи като летец-изпитател във Военновъздушната база „Едуардс“ в Калифорния.
Той е масон, член на ложата „Карбондейл“ № 82, Колорадо.

## Космическа кариера

### Програма „Меркурий“
Измежду 110-те най-добри пилоти на САЩ, Гордън Купър е избран за участие в първата американска програма за пилотирани полети „Меркурий“. Избрани са 7 астронавти и групата е наречена „Меркурий 7“ или „първата седморка“.
На 27 юни 1962 г. е назначен за дубльор на Уолтър Шира за полета на „Сигма 7“. На 13 ноември 1962 г. Купър е назначен за пилот на последния пилотиран полет по програмата „Меркурий“. Корабът му се наричал „Фейт 7“ (Faith 7), което в превод означава „доверие“ или „вяра“. За дубльор на Купър е назначен Алън Шепърд.
На 15 май 1963 г. „Фейт 7“ е изведен в орбита от ракетата-носител „Атлас“. Полетът е с продължителност 1 денонощие 10 часа 19 минути и 49 секунди. За това време Купър обикаля Земята 22 пъти. Полетът на Купър е по-дълъг от всичките пет предишни американски пилотирани космически полети взети заедно. Купър е първият американски астронавт, който прекарва в космоса повече от денонощие, и първият в историята човек спал в космоса.
Полетът е съпроводен с много технически проблеми, а Купър е принуден да задейства ръчно спирачните двигатели. Въпреки това, „Фейт 7“ се приводнява в Тихия океан само на шест мили от очакващия го кораб.
Това е последният полет по програмата „Меркурий“. Макар че е планиран още един полет, за пилот на която е назначен Шепърд, а за дубльор – Купър, НАСА се отказва от него, за да концентрира върху новата програма за пилотирани полети – „Джемини“.

### Програма „Джемини“
В рамките на програмата „Джемини“ Гордън Купър провежда един космически полет заедно с Чарлс Конрад, на борда на кораба „Джемини 5“. Между 21 и 29 август 1965 г., корабът извършва 120 обиколки на Земята за 7 денонощия 22 часа 55 минути и 14 секунди, с което подобрява тогавашния рекорд за най-дълъг космически полет установен през 1963 г. от съветския космонавт Валери Биковски (119 часа и 6 минути). Това е и първият американски рекорд по продължителност на космически полет. С този полет Гордън Купър става първият в света астронавт извършил два орбитални космически полета.
Гордан Купър е дубльор на командира на екипажа на „Джемини 12“.

### Програма „Аполо“
През 1969 г. Гордън Купър е дубльор на командира на кораба „Аполо 10“ Томас Стафорд. Претендент е и за полета на кораба „Аполо 13“, но за негов командир е назначен Джеймс Ловел.

## Полети
| Космически полети на Гордън Купър                                | Космически полети на Гордън Купър | Космически полети на Гордън Купър | Космически полети на Гордън Купър | Космически полети на Гордън Купър  |
| №                                                                | Дата                              | КК                                | Функции                           | Продължителност                    |
| ---------------------------------------------------------------- | --------------------------------- | --------------------------------- | --------------------------------- | ---------------------------------- |
| 1                                                                | 15 май 1963                       | „Мъркюри 9“                       | Пилот                             | 1 денонощие 10 часа 19 мин 49 сек. |
| 2                                                                | 21 август 1965                    | „Джемини 5“                       | Командир                          | 7 денонощия 22 часа 55 мин 14 сек. |
| Сумарно време в космоса – 9 денонощия 9 часа 15 мин и 3 секунди. |                                   |                                   |                                   |                                    |

## След НАСА
Гордън Купър напуска НАСА и службата във ВВС през 1970 г. След това се занимава с бизнес.
Има интереси по проблемите на НЛО.
Умира на 4 октомври 2004 г. в дома си, в Калифорния, на 77-годишна възраст. Купър е два пъти женен, има четири дъщери.